# Temne (volk)

Kaart van Sierra Leone met de belangrijkste bevolkingsgroepen

De Temne (uitspraak: Timnie) vormen met zo’n 30%, een van de twee grootste etnische bevolkingsgroepen in Sierra Leone, naast de Mende.

## Geschiedenis
De Temne migreerden rond het einde van de 15e eeuw, begin 16e eeuw, vanuit het Noorden van wat nu Sierra Leone is, naar het kustgebied. De handel met de Portugezen, langs de Atlantische kust, floreerde en bood interessante mogelijkheden voor de Temne.
Historici menen dat de Temne al lang actief waren in de handel in Kolanoot met het Koninkrijk Mali en het Koninkrijk Songai. De opgedane commerciële expertise kwam vervolgens goed van pas in de handel met de Portugezen. Het Engelse woord cola zou zijn afgeleid van het Temne woord aŋ-kola (de kolanoot). De taal (tevens Temne genaamd) kent overeenkomsten met het Sherbro.
Tegenwoordig zijn de meeste Temne actief in de rijstteelt, als vissers of in de handel. Men is voornamelijk Islamitisch, maar daarnaast houdt men vaak ook vast aan traditionele voorouderverering (animisme), een vrij gebruikelijk fenomeen in West-Afrika.
Bai Bureh was een groot Temne leider en militair strateeg, die de opstand tegen de Britten leidde in 1898.